# Грушов (округ Рожнява)
Грушов (словац. Hrušov) — село в окрузі Рожнява Кошицького краю Словаччини, історична область Гемера. Площа села 16,8 км². Станом на 31 грудня 2016 року в селі проживало 328 жителів.

## Історія
Перші згадки про село датуються 1285 роком.

## Населення
| Рік:            | 1994. | 2004.   | 2014.   | 2024.   |
| --------------- | ----- | ------- | ------- | ------- |
| Кількість осіб: | 360   | 345     | 336     | 331     |
| Різниця:        |       | -4,16 % | -2,60 % | -1,48 % |

| Рік:            | 2023. | 2024.   |
| --------------- | ----- | ------- |
| Кількість осіб: | 335   | 331     |
| Різниця:        |       | -1,19 % |